# Mario Pani Darqui
Mario Pani Darqui (* 29. März 1911 in Mexiko-Stadt; † 23. Februar 1993 ebenda) war ein mexikanischer Architekt, Stadtplaner und 1978 Gründer der Academia Nacional de Arquitectura in Mexiko.

## Biografie

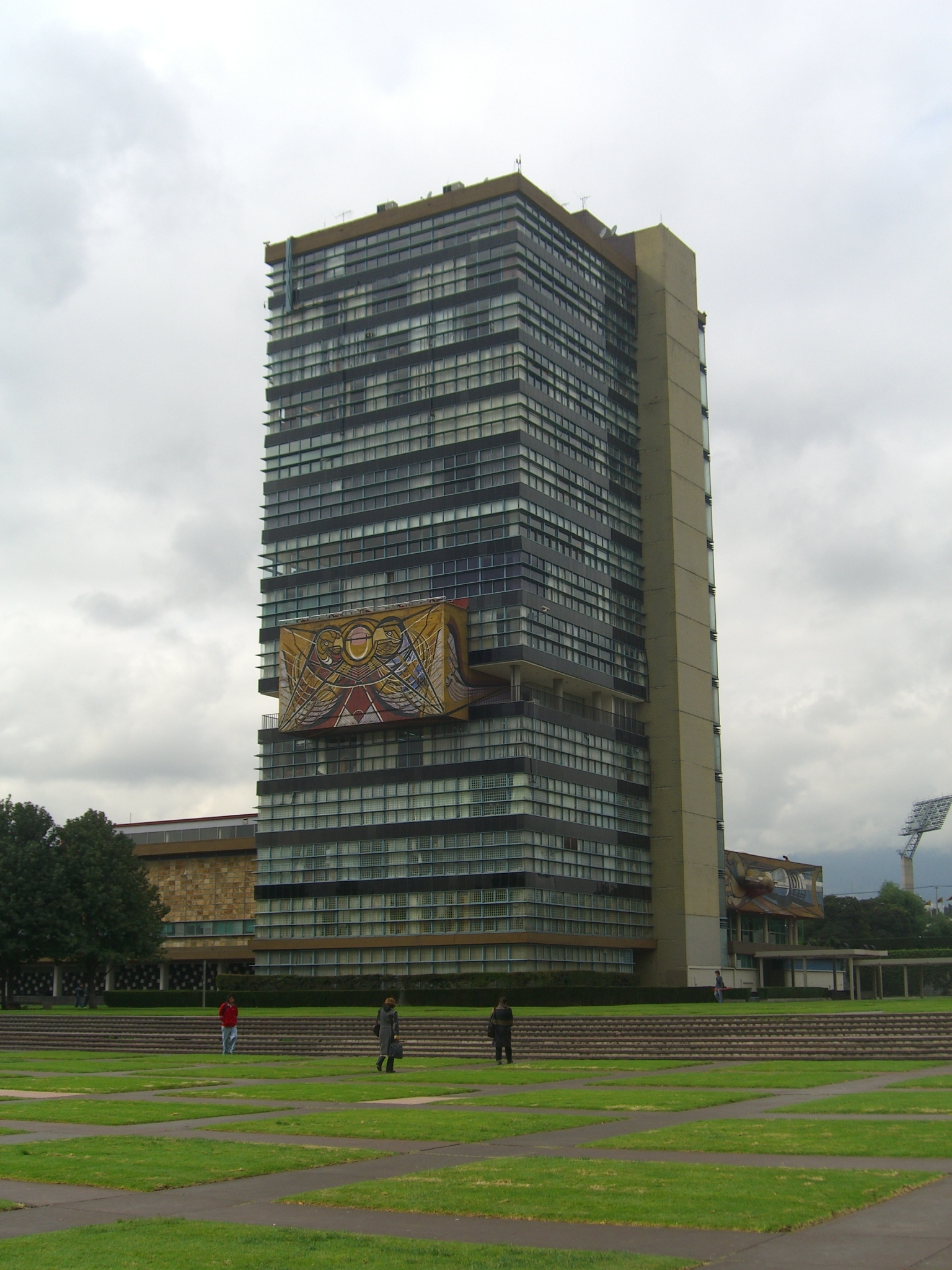
Rektoratsturm der UNAM

Pani studierte Architektur an der École des Beaux-Arts in Paris bis 1937 und kehrte dann zurück nach Mexiko, wo er die Abschlussprüfung zum Architekten absolvierte. 1938 begann er in Mexiko mit der Veröffentlichung der Revue für Architektur (bis 1980). Einige seiner zahlreichen Bauten realisierte er zusammen mit dem Architekten Enrique del Moral. Zu seinen Werken zählen zahlreiche mexikanische Bildungseinrichtungen, zum Beispiel auch die Escuela Normal de Maestros und das Conservatorio Nacional de Música, die in den Jahren Mitte der 40er Jahre entstanden, 1949 sein erstes Wohngebäude und das mit Enrique del Moral und Salvador Ortega Flores zwischen 1950 und 1952 realisierte zentrale Verwaltungsgebäude und der Rektoratsturm der UNAM. Teilweise gemeinsam mit Enrique del Moral, entwarf er zahlreiche nationale und internationale Bauten.
Pani war seit 1985 „nummeriertes Mitglied“ (Miembro de Número) der Academia de Artes.
Sein Sohn Knut Pani ist heute ein bekannter Künstler.

## Auszeichnungen
- 1986: Nationaler Kunstpreis (Mexiko)